# Mycalesis semicoeca
Mycalesis semicoeca är en fjärilsart som beskrevs av Embrik Strand 1910. Mycalesis semicoeca ingår i släktet Mycalesis och familjen praktfjärilar. Inga underarter finns listade i Catalogue of Life.